# Stanisław Bałtowski
Stanisław Bałtowski (ur. 31 stycznia 1915 w Małyszynie, zm. 17 marca 1988 w Starachowicach) – kapral Wojska Polskiego II RP, członek załogi i obrońca Wojskowej Składnicy Tranzytowej na Westerplatte w wojnie obronnej 1939.

## Życiorys

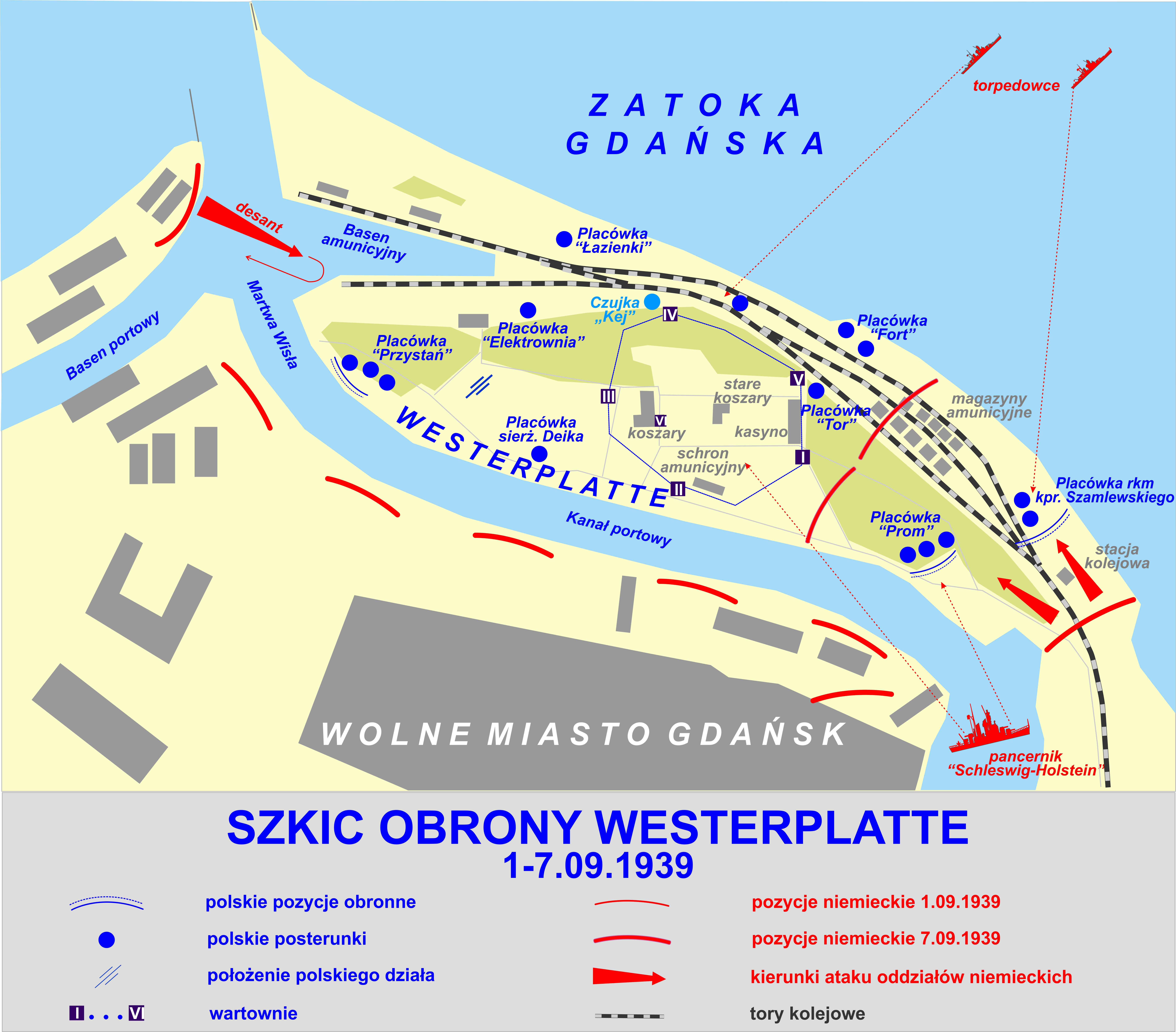
Obrona Westerplatte

Urodził się w Małaszynie, jako syn Andrzeja i Antoniny. Po ukończeniu sześciu klas szkoły powszechnej podjął pracę w tartaku. Mieszkał w Wąchocku. W 1938 powołany do odbycia zasadniczej służby wojskowej. Przydzielony do 4 pułku piechoty Legionów w Kielcach, skąd został skierowany na Westerplatte dokąd 4 kwietnia 1939 został w tajemnicy przed Niemcami przetransportowany na Westerplatte. Przydzielony jako działonowy do obsługi moździerzy. 21 maja 1939 został awansowany na kaprala. Przez siedem dni obrony walczył na terenie Składnicy Tranzytowej. 
Po kapitulacji Westerplatte był jeńcem Stalagu I A Stablack w Prusach Wschodnich. Pod naciskiem Niemców podjął pracę w fabryce broni w Düsseldorfie. W styczniu 1943 przybył do Starachowic i zaczął pracować w majątku rolnym kierowanym przez Niemców w Pakosławiu. Następnie zatrudnił się w zakładach zbrojeniowych w Starachowicach. W tym czasie zawarł związek małżeński. Po ewakuacji zakładów starachowickich pracował jako tokarz w Watenstadt niedaleko Hanoweru. Po wyzwoleniu przez wojska amerykańskie i pobycie w obozie dla ozdrowieńców, przez Szczecin powrócił do Starachowic. Rozpoczął pracę w Fabryce Samochodów Ciężarowych. Na emeryturę przeszedł w 1975. Miał pięcioro dzieci. Należał do PZPR. Pochowany został na cmentarzu komunalnym w Starachowicach na ul Polnej, sektor 27 rząd 9 grób 17. „Znak Pamięci” na grobie umieściła Szkoła Podstawowa nr 12 im. Bohaterów Westerplatte w Kielcach.

## Upamiętnienie
- Tablica na Westerplatte z nazwiskiem Bałtowskiego[5]

## Odznaczenia
- Srebrny Krzyż Orderu Virtuti Militari (1989)
- Krzyż Kawalerski Orderu Odrodzenia Polski (1974)
- Srebrny Medal „Zasłużonym na Polu Chwały”